# Tannenburg (Bad Reichenhall)
Das Fremdenheim Tannenburg ist ein ehemaliges Fremdenheim im Bad Reichenhaller Ortsteil Kirchberg.
Die Tannenburg steht unter Denkmalschutz und ist unter der Nummer D-1-72-114-196 in die Bayerische Denkmalliste eingetragen.

## Geschichte
Kirchberg war bis zur Gebietsreform in Bayern ein Teil der bis zum 1. Mai 1978 eigenständigen Gemeinde Karlstein. Lange bevor sich im damals benachbarten Reichenhall ein Kurbetrieb etablierte, wurde die Kirchbergquelle als Heilquelle genutzt. Die erste urkundliche Erwähnung stammt aus dem Jahr 1713. Hundert Jahre lang hatte der Badebetrieb in Kirchberg jedoch nur eine regionale Bedeutung, auch hundert Jahre später hieß es, das Bad sei nicht zur Nutzung durch „höhere Stände“ geeignet. Als sich in den 1840er Jahren das Kurhotel Achselmannstein in Reichenhall etablierte, kam es langsam auch in Kirchberg zu einem Aufschwung. Als 1864 der Arzt Pachmayr in den Besitz der Quelle und des Bades in Kirchberg gelangte, baute er dieses kontinuierlich aus und in der Folge entstanden in Kirchberg – wie auch im benachbarten Reichenhall – Villen und Pensionen, um die Kurgäste für die Zeit des Aufenthalts unterzubringen. In dieser Zeit entstand auch das Fremdenheim Tannenburg.
Der Erste Weltkrieg bedeutete ein Ende des Badebetriebs in Kirchberg. Während des Krieges wurde das Bad als Lazarett genutzt, eine Wiederaufnahme des Badebetriebs erfolgte – anders als in Bad Reichenhall – nach dem Ende des Krieges nicht. Heute wird das Fremdenheim Tannenburg als Wohngebäude genutzt.

## Beschreibung
Das Fremdenheim Tannenburg ist ein charakteristischer Pensionsbau. Das Bauwerk hat drei Geschosse mit vorkragendem Flachwalmdach, Giebelrisalit, Zierfachwerk und Fensterumrahmungen in historisierenden Formen. Erbaut wurde es um 1870/80.

## Lage
Das Fremdenheim Tannenburg wird unter der Adresse Thumseestraße 2 d geführt, liegt jedoch nicht direkt am heutigen Straßenverlauf. Das Fremdenheim Tannenburg sowie weitere, umliegende Gebäude, ist über eine Sackgasse erreichbar, die in nördlicher Richtung von der Thumseestraße abzweigt.